# Forcipomyia ripa
Forcipomyia ripa är en tvåvingeart som först beskrevs av Yu och Liu 2000.  Forcipomyia ripa ingår i släktet Forcipomyia och familjen svidknott.
Artens utbredningsområde är Hainan (Kina). Inga underarter finns listade i Catalogue of Life.